# José Luis Sáenz de Heredia
José Luis Sáenz de Heredia y Osío (Madrid, 10 de abril de 1911-Madrid, 4 de noviembre de 1992) fue un director de cine y guionista español.

## Biografía
José Luis Sáenz de Heredia fue el cuarto hijo de los siete que tuvieron la venezolana Nieves Osío y Espar y el riojano Ángel Sáenz de Heredia y Suárez-Argudín. A los veintidós años debutó como guionista en Patricio miró a una estrella (1934), película que acabó firmando como director después de sustituir a Fernando Delgado.
Sáenz de Heredia comenzó su carrera de director cinematográfico bajo los auspicios de Luis Buñuel, cuando este era responsable máximo de producción de la empresa Filmófono, dirigiendo dos películas: La hija de Juan Simón (1935) y ¿Quién me quiere a mí? (1936). Esta segunda, debutó en la gran pantalla pocos meses antes del desencadenamiento de la Guerra Civil ya que se estrenó el 13 de abril de 1936 en el Palacio de la Música de Madrid.
El estallido de la guerra civil lo sorprendió en Madrid, que entonces era zona republicana, y por ser primo hermano de José Antonio Primo de Rivera, fundador de Falange Española, fue detenido por un grupo de socialistas e internado en una checa madrileña, custodiado por militantes de UGT. Gracias a la intervención de su amigo Buñuel pudo salvar su vida. Buñuel convocó a obreros de los estudios Roptence y encabezó al grupo para ir a avalar y a rescatar al joven falangista. Tras rechazar la oferta de su amigo Buñuel para trabajar en su servicio de cine, Sáenz de Heredia consiguió pasarse al bando sublevado y se enroló como alférez, alcanzando el grado de teniente. Posiblemente, sin mediar la guerra, Sáenz de Heredia habría llegado a ser un cineasta más interesante, aunque menos canonizado, porque durante toda la dictadura acumuló méritos para ser considerado el director oficial del régimen. Así en 1941 dirigió Raza —adaptación de un argumento de Francisco Franco que, en realidad, era una alegoría de la Nueva España que acababa de nacer— y en 1964 realizó el documental Franco, ese hombre, conmemorativo de los llamados “25 años de Paz”. Su cine, impulsado con su propia productora, recibió todo tipo de apoyos de la administración franquista convirtiéndose en uno de los directores más importantes del país.
Es autor del libreto de las revista Yola (1941) y Si Fausto fuera Faustina (1942), estrenadas ambas por Celia Gámez.
Franquista comprometido, e identificado como el máximo cineasta del franquismo militante, ocupó varios cargos oficiales durante el régimen del general Franco, entre ellos el de director de la Escuela Oficial de Cine y nunca renegó de su filiación franquista. En 1987 dijo: "Mi mayor satisfacción es haber trabajado con Franco".
Falleció de un edema pulmonar a los ochenta y un años de edad, en la madrugada del 4 de noviembre de 1992, en una clínica de Madrid acompañado de su esposa Ascensión Casado y cuatro hijos, recibiendo sepultura en la localidad riojana de Alfaro. El cineasta fue considerado uno de los grandes de la década de oro del cine español en los años 1950, y uno de los más prolíficos (realizó 45 largometrajes).

## Premios
Medallas del Círculo de Escritores Cinematográficos
| Año  | Categoría                | Película               | Resultado |
| ---- | ------------------------ | ---------------------- | --------- |
| 1947 | Mejor director           | Mariona Rebull         | Ganador   |
| 1949 | Mejor director           | La mies es mucha       | Ganador   |
| 1950 | Mejor director           | Don Juan               | Ganador   |
| 1952 | Mejor director           | Los ojos dejan huellas | Ganador   |
| 1955 | Mejor argumento original | Historias de la radio  | Ganador   |
| 1962 | Mejor argumento original | El grano de mostaza    | Ganador   |
| 1983 | Premio especial          |                        | Ganador   |

## Filmografía
| - Patricio miró a una estrella (1934) - La hija de Juan Simón (1935) - ¿Quién me quiere a mí? (1936) - A mí no me mire usted (1941) - Raza (1941) - El escándalo (1943) - El destino se disculpa (1945) - Bambú (1945) - Mariona Rebull (1947) - Las aguas bajan negras (1948) - La mies es mucha (1948) - Don Juan (1950) - Los ojos dejan huellas (1952) | - Todo es posible en Granada (1954) - Historias de la radio (1955) - Faustina (1957) - Diez fusiles esperan (1959) - El indulto (1960) - El grano de mostaza (1962) - Los derechos de la mujer (1963) - La verbena de la Paloma (1963) - Franco, ese hombre (1964) - Historias de la televisión (1965) - Fray Torero (1966) - Pero... ¿en qué país vivimos? (1967) | - Relaciones casi públicas (1968) - Juicio de faldas (1969) - El taxi de los conflictos (1969) - ¡Se armó el belén! (1970) - Don Erre que erre (1970) - El alma se serena (1970) - Me debes un muerto (1971) - La decente (1971) - Los gallos de la madrugada (1971) - Proceso a Jesús (1973) - Cuando los niños vienen de Marsella (1974) - Solo ante el Streaking (1975) |

## Guiones
- Franco, ese hombre (1964)
- Raza (1941) (junto con Antonio Román)